# Lista de singles número um na Gaon International Songs Chart em 2011
Esta é uma lista de canções internacionais que atingiram o número um da tabela musical Gaon International Songs Chart em 2011. A Gaon International Songs Chart é um gráfico que classifica as canções internacionais com melhor desempenho na Coreia do Sul. A lista é publicada pela Gaon Music Chart em periodicidade semanal, mensal e anual. 
Os dados são coletados pela Korea Music Content Association. de acordo com a Gaon 국외 (Foreign) Digital Chart, que classifica as canções de acordo com seu desempenho nas paradas de Streaming, Download, BGM e Mobile. Abaixo estão listados os singles internacionais que alcançaram as melhores posições nas paradas semanais e mensais do ano vigente:

## Histórico semanal
| Data                                                       | Canção                          | Artista                                             |
| ---------------------------------------------------------- | ------------------------------- | --------------------------------------------------- |
| 1 de Janeiro                                               | "We No Speak Americano"         | Yolanda Be Cool e DCup                              |
| 8 de Janeiro                                               | "We No Speak Americano"         | Yolanda Be Cool e DCup                              |
| 15 de Janeiro                                              | "What the Hell"                 | Avril Lavigne                                       |
| 22 de Janeiro                                              | "Hold It Against Me"            | Britney Spears                                      |
| 29 de Janeiro                                              | "Hold It Against Me"            | Britney Spears                                      |
| 5 de fevereiro                                             | "We No Speak Americano"         | Yolanda Be Cool e DCup                              |
| 12 de fevereiro                                            | "We No Speak Americano"         | Yolanda Be Cool e DCup                              |
| 19 de fevereiro                                            | "Born This Way"                 | Lady Gaga                                           |
| 26 de fevereiro                                            | "Born This Way"                 | Lady Gaga                                           |
| 5 de março                                                 | "Born This Way"                 | Lady Gaga                                           |
| 12 de março                                                | "Born This Way"                 | Lady Gaga                                           |
| 19 de março                                                | "Born This Way"                 | Lady Gaga                                           |
| 26 de março                                                | "We No Speak Americano"         | Yolanda Be Cool e DCup                              |
| 2 de abril                                                 | "I Wanna Go"                    | Britney Spears                                      |
| 9 de abril                                                 | "I Wanna Go"                    | Britney Spears                                      |
| 16 de abril                                                | "I Wanna Go"                    | Britney Spears                                      |
| 23 de abril                                                | "Judas"                         | Lady Gaga                                           |
| 30 de abril                                                | "Mr. Taxi"                      | Girls' Generation                                   |
| 7 de maio                                                  | "Mr. Taxi"                      | Girls' Generation                                   |
| 14 de maio                                                 | "Mr. Taxi"                      | Girls' Generation                                   |
| 21 de maio                                                 | "Mr. Taxi"                      | Girls' Generation                                   |
| 28 de maio                                                 | "Mr. Taxi"                      | Girls' Generation                                   |
| 4 de junho                                                 | "The Edge of Glory"             | Lady Gaga                                           |
| 11 de junho                                                | "Every Teardrop Is a Waterfall" | Coldplay                                            |
| 18 de junho                                                | "Best Thing I Never Had"        | Beyoncé                                             |
| 25 de junho                                                | "Best Thing I Never Had"        | Beyoncé                                             |
| 2 de julho                                                 | "Moves Like Jagger"             | Maroon 5 com participação de Christina Aguilera     |
| 9 de julho                                                 | "Moves Like Jagger"             | Maroon 5 com participação de Christina Aguilera     |
| 16 de julho                                                | "Moves Like Jagger"             | Maroon 5 com participação de Christina Aguilera     |
| 23 de julho                                                | "Moves Like Jagger"             | Maroon 5 com participação de Christina Aguilera     |
| 30 de julho                                                | "Moves Like Jagger"             | Maroon 5 com participação de Christina Aguilera     |
| 6 de agosto                                                | "Moves Like Jagger"             | Maroon 5 com participação de Christina Aguilera     |
| 13 de agosto                                               | "Moves Like Jagger"             | Maroon 5 com participação de Christina Aguilera     |
| 20 de agosto                                               | "Moves Like Jagger"             | Maroon 5 com participação de Christina Aguilera     |
| 27 de agosto                                               | "Moves Like Jagger"             | Maroon 5 com participação de Christina Aguilera     |
| 3 de setembro                                              | "Moves Like Jagger"             | Maroon 5 com participação de Christina Aguilera     |
| 10 de setembro                                             | "Mr. Know It All"               | Kelly Clarkson                                      |
| 17 de setembro                                             | "Moves Like Jagger"             | Maroon 5 com participação de Christina Aguilera     |
| 24 de setembro                                             | "The World As I See It"         | Jason Mraz                                          |
| 1 de outubro                                               | "The World As I See It"         | Jason Mraz                                          |
| 8 de outubro                                               | "It Will Rain"                  | Bruno Mars                                          |
| 15 de outubro                                              | "The World as I See It"         | Jason Mraz                                          |
| 22 de outubro                                              | "Mistletoe"                     | Justin Bieber                                       |
| 29 de outubro                                              | "I Forgive You"                 | Kelly Clarkson                                      |
| 5 de novembro                                              | "I Forgive You"                 | Kelly Clarkson                                      |
| 12 de novembro                                             | "Party Rock Anthem"             | LMFAO com participação de Lauren Bennett & GoonRock |
| 19 de novembro                                             | "The Way You Move"              | Ne-Yo com participação de Trey Songz & T-Pain       |
| 26 de novembro                                             | "The Way You Move"              | Ne-Yo com participação de Trey Songz & T-Pain       |
| 3 de dezembro                                              | "When Christmas Comes"          | Mariah Carey & John Legend                          |
| 10 de dezembro                                             | "Ready Go"                      | 4Minute                                             |
| 17 de dezembro                                             | "Turn All the Lights On"        | T-Pain                                              |
| 24 de dezembro                                             | "Turn All the Lights On"        | T-Pain                                              |
| 31 de dezembro                                             | "Turn All the Lights On"        | T-Pain                                              |
| Nota: para verificar os dados terás que acessar este site. |                                 |                                                     |

## Histórico mensal
| Mês       | Canção                   | Artista                                             |
| --------- | ------------------------ | --------------------------------------------------- |
| Janeiro   | "We No Speak Americano"  | Yolanda Be Cool e DCup                              |
| Fevereiro | "Born This Way"          | Lady Gaga                                           |
| Março     | "We No Speak Americano"  | Yolanda Be Cool e DCup                              |
| Abril     | "I Wanna Go"             | Britney Spears                                      |
| Maio      | "Mr. Taxi"               | Girls' Generation                                   |
| Junho     | "Best Thing I Never Had" | Beyoncé                                             |
| Julho     | "Moves Like Jagger"      | Maroon 5 com participação de Christina Aguilera     |
| Agosto    | "Moves Like Jagger"      | Maroon 5 com participação de Christina Aguilera     |
| Setembro  | "Mr. Know It All"        | Kelly Clarkson                                      |
| Outubro   | "The World As I See It"  | Jason Mraz                                          |
| Novembro  | "Party Rock Anthem"      | LMFAO com participação de Lauren Bennett & GoonRock |
| Dezembro  | "Turn All the Lights On" | T-Pain com participação de Ne-Yo                    |